# Théophile II d'Alexandrie
Théophile II d'Alexandrie fut patriarche melkite d'Alexandrie de 1010 à 1020.

## Contexte
Selon L'Art de vérifier les dates Théophile est le patriarche homonyme, évoqué par Dosithée de Jérusalem,  que l'empereur Basile II choisit en 1019 pour arbitrer un conflit entre lui et le patriarche de Constantinople Sergius.